# Platythelphusa conculcata
Platythelphusa conculcata is een krabbensoort uit de familie van de Potamonautidae. De wetenschappelijke naam van de soort is voor het eerst geldig gepubliceerd in 1907 door Cunnington.